# Corrado Benini
Corrado Benini (Forlì, 1908 – Africa Orientale Italiana, 24 dicembre 1940) è stato un militare italiano, decorato con la medaglia d'oro al valor militare alla memoria nel corso della guerra d'Etiopia.

## Biografia
Nacque a Forlì nel 1908. Soldato di leva nel Regio Esercito presso il 6º Reggimento artiglieria piccoli calibri nel 1929, in quello stesso anno venne promosso caporale e poi caporale maggiore. Posto in congedo si diplomò perito industriale a Vicenza nel 1933, dedicandosi poi al commercio di carburanti. Nel 1934, nominato capomanipolo nella Milizia Volontaria Sicurezza Nazionale, fu incaricato dell'istruzione premilitare a Forlì. Conseguita la nomina a sottotenente di complemento dell'arma di artiglieria nel novembre 1936, fu inviato al 4º Reggimento artiglieria d'armata per il servizio di prima nomina per la durata di un mese, poi, rientrato nella M.V.S.N., fu destinato a domanda al servizio di inquadramento dei reparti lavoratori della Milizia in Africa Orientale Italiana. Il 25 ottobre 1937 si imbarcò a Napoli per l'A.O.I. L'entrata in guerra del Regno d'Italia il 10 giugno 1940, lo colse come ufficiale addetto al Comando della I Legione CC.NN. dell'A.O.I. Ottenuto di far parte dei reparti combattenti, fu trasferito nell'ottobre dello stesso anno al II battaglione dell'XI Legione CC.NN. Cadde in combattimento nella Piana di Dungulà, presso l'Africa Orientale Italiana, il 24 dicembre 1940, e fu poi decorato con la medaglia d'oro al valor militare alla memoria. Una via di Forlì porta il suo nome.

### Fonti
1. ↑  Gruppo Medaglie d'Oro al Valore Militare 1965, p. 511.
2. 1 2 3 4 5 6 7 8 9  Combattenti Liberazione.
3. ↑   Medaglia d'oro al valor militare Lazzarini, Ottorino, su quirinale.it, Quirinale. URL consultato l'11 febbraio 2023.
4. ↑  Registrato alla Corte dei conti addì 11 luglio 1942,  guerra registro 25, foglio 103.